# Bit Resch
Bit Resch ist der alte Name eines Tempelkomplexes in Uruk, der im dritten vorchristlichen Jahrhundert unter den Seleukiden erbaut worden ist.
Der im Zentrum der Stadt liegende Komplex bestand aus Lehmziegeln und aus einer Abfolge von Höfen und Sälen. Der ganze Bau war etwa 167 × 213 m groß und wurde in mehreren Etappen errichtet. Eine erste Erwähnung in Texten findet sich im Jahr 317 v. Chr. Der heute noch in Resten erhaltene Bau wurde dagegen im Frühjahr 244 v. Chr. unter dem Stadtherrn Anu-uballit Nikarchos im Auftrag von Seleukos II. fertiggestellt.  Der Bau wurde unter dem Stadtherren Anu-uballit Kephalon im Jahr 201 v. Chr. beträchtlich erweitert. Dieser erbaute vor allem den Anu-Antum-Tempel im Zentrum der Anlage. Bemerkenswert ist die mit Nischen gegliederte Fassade, die mit glasierten Ziegeln dekoriert war, was einerseits eine lange Tradition im mesopotamischen Raum hat, hier aber zum letzten Mal belegt ist. Es ist berechnet worden, dass alleine für diesen Anbau 2,5 Millionen Backsteine verbaut wurden. Der ganze Komplex diente jedoch nicht nur als Tempel, sondern hier war auch die oberste Steuerbehörde der Stadt untergebracht.
Um 108 v. Chr. zur Zeit der Partherherrschaft brannte der Komplex nieder und wurde nicht wieder aufgebaut. In der Anlage wurden danach eher einfache Wohnhäuser errichtet.